# Закон Украины «О Национальной полиции»
Закон Украины «О Национальной полиции» (укр. Про Національну поліцію) — Закон, который определяет правовые основы организации и деятельности Национальной полиции Украины, статус полицейских, а также порядок прохождения службы в Национальной полиции Украины. Принятый 2 июля 2015 года, вступил в силу 7 ноября 2015 года.
Закон принят в рамках реформирования системы Министерства внутренних дел Украины, с целью создания Национальной полиции Украины — органа исполнительной власти, который будет служить обществу и предназначен для охраны прав и свобод человека, борьбы с преступностью, поддержания общественного порядка и общественной безопасности.

## Структура
Закон состоит из 105 статей в одиннадцати разделах:
Раздел I. Общие положения
Раздел II. Принципы деятельности полиции
Раздел III. Система полиции и статус полицейских
Раздел IV. Полномочия полиции
Раздел V. Полицейские меры
Раздел VI. Отбор на должность полицейского
Раздел VII. Общие положения прохождения службы в полиции
Раздел VIII. Общественный контроль полиции
Раздел IX. Социальная защита полицейских
Раздел X. Финансовое и материально-техническое обеспечение полиции
Раздел XI. Заключительные и переходные положения